# Louis Vuitton (designer)

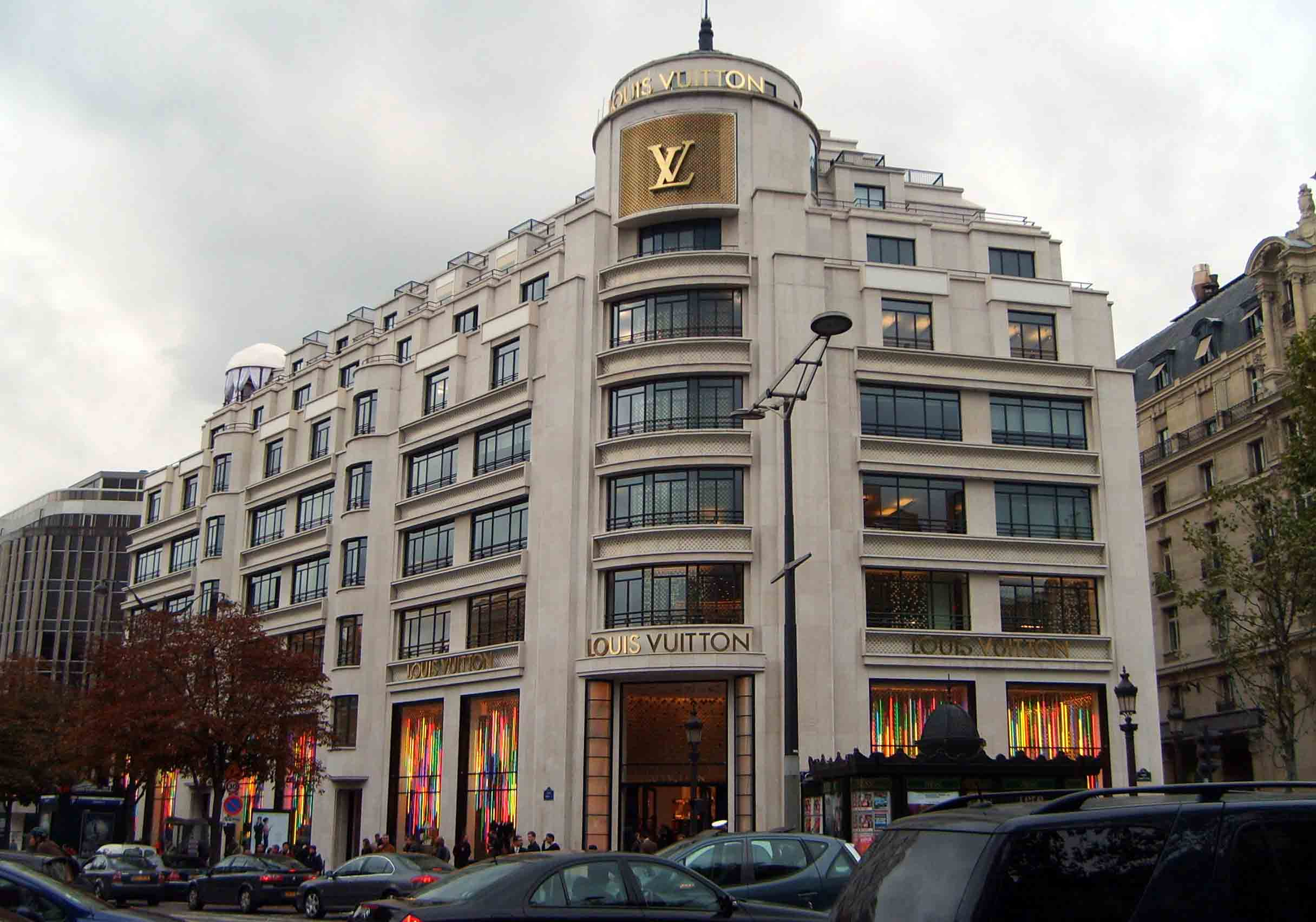
Clădirea Louis Vuitton de pe Bulevardul Champs-Élysées

Louis Vuitton (n. 4 august 1821, Lavans-sur-Valouse⁠(d), Franche-Comté⁠(d), Franța – d. 27 februarie 1892, Asnières, Seine, Franța) a fost un antreprenor și designer francez care a fondat în 1854, la Paris, firma de pielărie Louis Vuitton. Firma aparține companiei multinaționale Moët Hennessy Louis Vuitton SA (LVMH) și este marca cea mai importantă a acesteia.
Vuitton s-a născut în Cons-le-Sannier, în Franța. În 1837 a ajuns la Paris, unde a început să lucreze ca ucenic pentru fabricantul de valize Monsieur Marechal.

## De la fondare până la Al Doilea Război Mondial
Louis Vuitton a fondat marca omonimă în 1854 la Paris și după puțin timp a devenit foarte imitat. În 1867, marca a participat la expoziția universală din Paris. În 1885, Vuitton a deschis primul magazin în Londra, pe Oxford Street. Apoi, datorită numeroaselor imitații, în 1888 Vuitton a creat imprimeul Damier (tablă de dame) la care a adăugat un logo în care scrie "marque L. Vuitton dépossé", adică "marcă înregistrată L. Vuitton". În 1892 L.Vuitton a murit, iar administrarea grupului a trecut în mâna fiului său, Georges.
Pentru a promova la nivel internațional compania, Georges Vuitton a expus produsele la Chicago World's Fair în 1893. În 1896 a fost lansat celebrul imprimeu Monogram care a devenit emblema companiei. Pe lângă monograma LV apăreau și alte simboluri grafice (flori, trifoi) inspirate de influențele japoneze și orientale din târzia eră Victoriană. În același an, Georges a vizitat mai multe orașe în Statele Unite (New York, Philadelphia, Chicago) vânzând produsele Vuitton. În 1901 compania a lansat prima Steamer Bag, un mic bagaj creat pentru a încăpea în cuferele de călătorie Louis Vuitton.
În 1913 a fost deschis istoricul boutique pe bulevardul Champs-Élysées, în Paris. La începutul Primului Război Mondial, Louis Vuitton avea magazine în New York, Washington, Londra, Bombay, Alexandria (Egipt) și Buenos Aires.
În anii succesivi au fost introduse Keepall Bag (1930) și Noé Bag (1932). Aceasta din urma a fost creată inițial pentru a transporta sticle de șampanie. La puțin timp a fost introdusǎ și Speedy Bag, unul dintre cele mai vândute modele. 
În 1936 Georges Vuitton a murit și fiul său Gaston-Louis Vuitton a preluat controlul firmei familiei.
În timpul celui de-al Doilea Război Mondial, când Franța era sub ocupația germanilor, LV a colaborat cu naziștii. Jurnalista franceză Stephanie Bonvicini a publicat în 2004 o carte, Louis Vuitton, une saga française, în care povestește cum membrii familiei Vuitton au ajutat în mod activ guvernul fantomă condus de Philippe Pétain și cum au înmulțit averea familiei făcând afaceri cu germanii. Un purtător de cuvânt al companiei LVMH a comentat: „Asta este o poveste veche. Cartea acoperă o perioadă când era o afacere de familie și cu mult timp înainte să devină o parte din LVMH. Noi suntem diverși, toleranți și cu toate calitățile unei companii moderne”.

## 1977-2000
Începând cu anul 1977, sub conducerea lui Odile Vuitton (fiica lui Gaston-Louis) și al soțului ei Henri Ricamier, compania a devenit multinațională. În 1987 acțiunile Louis Vuitton SA au fost cotate la Bursa din Paris și în același an compania devine proprietara mărcii Veuve Clicquot Ponsardin.
Din 1983 până în 1997 compania a fost sponsor principal al Cupei Americii. În acestă perioadă au fost organizate și regate preliminarii cu numele Louis Vuitton Cup.
Bernard Arnault a obținut în 1989, 42% din acțiunile grupului LVMH, devenind acționarul principal.
La începutul anilor 1990 Yves Carcelle a fost numit președintele LV și în 1992 compania a deschis primul magazin în China, în incita Palace Hotel din Beijing.
În 1998 Marc Jacobs și Jae devin directorii creativi ai mărcii. În luna martie al aceluiași an au creat prima colecție de haine prêt-a-porter pentru bărbați și femei.
Ultimele evenimente ale secolului xx au fost lansarea liniei mini monogram în 1999 și inaugurarea primului magazin în Africa în Marrakech, Maroc în anul 2000.

## Din 2001 până în prezent
Marc Jacobs a creat în 2001 o brățară care a devenit prima bijuterie a mărcii LV, iar un an mai târziu a fost lansată colecția de ceasuri Tambour.
În 2003 Marc Jacobs a colaborat cu Takashi Murakami pentru crearea unui nou design, multicolor pentru produsele LV. Murakami a mai creat și un alt model, Cherry Blossom, în care materialul este decorat cu flori de cireș sau cireșe.
Pe parcursul anului 2003 au fost deschise magazine în Moscova, Rusia și în New Delhi, India.
În anul 2004 Louis Vuitton a celebrat 150 de ani de activitate și în același an a inaugurat magazine în New York, Cancun, New Mexico, San Paolo și Johannesburg.
În anul 2005 a fost lansată colecția de ceasuri Speedy.
În anul 2008 a fost introdus un alt imprimeu Damier Graphite care urmează același model clasic Damier, dar folosind culorile negru și gri pentru a conferi un look masculin și urban.
Louis Vuitton a deschis un magazin extrem de luxos în Londra în 2010, iar în 17 septembrie 2011 a inaugurat primul Island Maison în Singapore, un magazin construit pe suprafața apei.
Tot în 2011 Jordi Constans a fost numită președinte al companiei înlocuind-o pe Yves Carcelle.
Azi marca Louis Vuitton este foarte prestigioasa în industria bunurilor de lux și este amintită împreună cu nume mari ca și Hermès, Givenchy și Burberry. Cifra de afaceri a companiei în 2011 a fost de 2.5 miliarde euro.